# Hari Mata Hari
Hari Mata Hari est un groupe de pop rock originaire de Bosnie-Herzégovine. Ses chansons-ballades sont parmi les plus célèbres vers la fin de l'ancienne Yougoslavie.

## Biographie
Le groupe change constamment de membres. Hari a grandi dans le quartier du Vratnik de la vielle ville de Sarajevo. Son grand-père chantait dans un groupe local appelé Sevdalinke.
En 1979, Hari se joint au groupe Zov avec qui il enregistre le hit Poletjela golubica sa Baščaršije. Puis, Varešanović chante avec le groupe Ambasadori. En septembre 1985, Hari Varešanović, et les membres du groupe Baobab - Izo Kolečić, Edo Mulahalilović, Pjer Žalica, et Zoran Kesić - remportent le festival Nove nade, nove snage, organisé par Želimir Altarac Čičak, et forment le groupe Hari Mata Hari. La même année sort l'album U tvojoj kosi. En 1986, Pjer Žalica (Badžo) et Zoran Kesić quittent le groupe. Ils sont remplacés par le pianiste Adi Mulihalilović et le bassiste Neno Jeleč, qui sera finalement remplacé par Željko Zuber. Leur album sorti en 1986, Ne bi te odbranila ni cijela Jugoslavija, est voté meilleur nouvel album.
Le groupe représente la Bosnie-Herzégovine au Concours Eurovision de la chanson en 2006 avec sa chanson Lejla et finit troisième. Sept ans plus tôt, à l'Eurovision 1999 Hari Mata Hari devait représenter son pays avec Starac I More. Le quatuor est cependant disqualifié, son titre ayant déjà été diffusé en Finlande. Dino Merlin et Béatrice Poulot les remplacent avec Putnici.

## Membres

### Membres actuels
- Hari (Hajrudin) Varešanović - chant
- Nihad Voloder - guitare basse
- Karlo Martinović - guitare solo
- Izo (Izudin) Kolečić - percussions

### Anciens membres
- Pjer Žalica
- Zoran Kesić
- Neno Jeleč
- Adi Mulahalilović
- Edo Mulahalilović
- Željko Zuber
- Miki Bodlović
- Emir Mehić

## Discographie
- 1984 : Zlatne Kočije
- 1985 : Skini Haljinu
- 1985 : U Tvojoj Kosi
- 1986 : Ne Bi Te Odbranila Ni Cijela Jugoslavija
- 1988 : Ja Te Volim Najviše Na Svijetu
- 1989 : Volio Bi' Da Te Ne Volim
- 1990 : Strah Me Da Te Volim
- 1991 : Rođena Si Samo Za Mene
- 1994 : Ostaj Mi Zbogom Ljubavi
- 1998 : Ja Nemam Snage Da Te Ne Volim
- 2001 : Baš Ti Lijepo Stoje Suze
- 2002 : Ruzmarin
- 2004 : Zakon Jačega
- 2009 : Sreća